# Sonia López

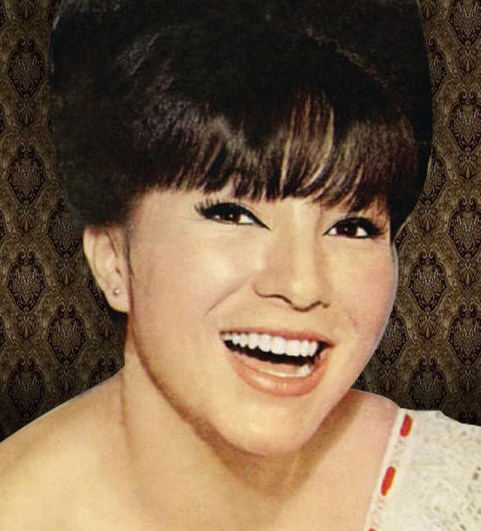
Sonia López

Asmindia Sonia López Valdez, más conocida como su nombre artístico Sonia López o por su apodo La Chamaca de Oro (Ciudad  de México, 11 de enero de 1946), es una talentosa cantante y actriz mexicana del género de música tropical y bolero, célebre sobre todo durante la época en que fue vocalista de la Sonora Santanera.

## Biografía
Su carrera inició cuando fue elegida para ser la vocalista de la Sonora Santanera (1961), ya que la agrupación buscaba a una mujer para ser parte del grupo, además de que el director artístico de la empresa Columbia Records (hoy Sony), la recomendó para hacer grabaciones con el grupo.

### Inicio y éxitos con la Sonora Santanera
Sonia grabó a los 15 años, con la Sonora Santanera, el álbum "Azul", cuyo éxito provocó que la fama le llegara muy pronto, sobre todo porque el material fue un éxito absoluto, donde todos los temas estuvieron en las listas de popularidad, como: "El ladrón", "El nido", "Lo que más quisiera", "Pena negra", "Por un puñado de oro" y otros más. Fue necesario que sus padres firmaran permiso para que pudiera actuar, pues era menor de edad, dado que en México en esos años la mayoría de edad se obtenía a los 21 años. Al año siguiente emprendió exitosamente su carrera como solista, y logró colocar en altos índices de popularidad algunos boleros: "Enemigos", "Castigo", "No me quieras tanto", etc.

### Separación de la Sonora Santanera
Nunca se supo en realidad cuál fue el motivo del rompimiento de Sonia López con la Sonora Santanera. Existen varias versiones: los salarios, los contratos en sus actuaciones, problemas con la casa grabadora y otros.[cita requerida]

### Los Tres Ases
Además de cantar con la Sonora Santanera, también realizó grabaciones con el trío Los Tres Ases.
Sonia López es una artista representativa de la música tropical en México y ha sido una inspiración para muchas artistas de la música tropical de ese país. En la actualidad se encuentra en un estado de semirretiro, pero la toman mucho en cuenta para entrevistas y actividades propias del mundo del espectáculo.[cita requerida]
- Datos: Q7561730